# Formica herculanea
Formica herculanea é uma espécie de formiga do gênero Formica, pertencente à subfamília Formicinae.<